# Desmadre incluido
Desmadre incluido es una película española dirigida por Miguel Martí y estrenada el 13 de agosto de 2023.

## Argumento
Ambientada en la localidad salmantina de Béjar, la película comienza con la llegada al pueblo en plenas fiestas, de un eminente historiador, depositario de un secreto: En una pequeña capilla anexa al Hotel Colón se halla escondido un fabuloso tesoro de un noble hidalgo del siglo XVI. Dispuesto a encontrarlo, se aloja en el establecimiento. Pronto el secreto dejará de serlo y todos los que en ese momento se alojan en el lugar emprenden una enloquecida búsqueda de la fortuna. En esa tesitura, y coincidiendo con los primeros momentos de la eclosión de la pandemia de COVID-19 en España el hotel queda cerrado por las autoridades y todos los residentes confinados sin opción de salir, ante la inminente declaración del estado de alarma.